# Call TV (Québec)
Call TV était un jeu télévisé interactif de type télé-tirelire sous forme d'infopublicité payée diffusée sur le réseau V au Québec tous les soirs de 23 h 30 à 1 h 30. Elle est produite par la société Mass Response Service GmbH en direct de Vienne en Autriche. Le concours est ouvert à tous les résidents du Canada.
À raison de 1 $ par participation, le téléspectateur est invité par le ton insistant de l'animatrice ou l'animateur, à participer au jeu en composant le numéro « 1-900 » (téléphone fixe) ou le « # » (téléphone mobile) affiché à l'écran ou par l'envoi d'un message texte au numéro affiché avec la mention « tv ». L'utilisation d'effets sonores et visuels ainsi que des décomptes ajoutent de l'ambiance au jeu.

## Déroulement d'un jeu
Il y a 2 modes de jeu :
Lignes de la chance
- Scénario 1: Au début de l'émission, un jeu facile est proposé avec un montant qui débute à environ 100 $ et des appels sont transférés au studio durant la première demi-heure. Au cours du déroulement de l'émission, le montant à gagner augmente progressivement, puis durant la deuxième moitié de l'émission, le nombre de lignes de la chance augmente ainsi que le montant à gagner. Aucun appel sélectionné n'est transféré au studio jusqu'à 2 minutes avant la fin de l'émission.
- Scénario 2: Un jeu introduit au début de l'émission, peu importe son niveau de difficulté, occupera toute la durée de l'émission sans aucun appel qui sera transféré au studio jusqu'à 2 minutes avant la fin. Le but est de faire augmenter les participations en laissant croire aux téléspectateurs que l'accès est facile, qu'un appel sera sélectionné avant la fin d'un décompte et que l'animateur veut passer à un autre jeu sous ses plaintes insistantes et les temps morts qui sont remplis d'insultes avec le producteur de l'émission, Adrien.

Bouton chaud
- Au début de l'émission, un jeu (dont les réponses sont dans des enveloppes) commence avec des réponses faciles et un montant faible (entre 100 $ et 500 $), puis lorsque les réponses restantes deviennent de plus en plus difficile à deviner, le montant à gagner augmente en flèche et des appels sont parfois transférés au studio plus rapidement. Les réponses qui n'ont pas été trouvées sont dévoilées 2 minutes avant la fin.

Lorsqu'un jeu est introduit dans les 2 modes, un temps de réflexion accompagné d'un décompte est introduit afin de retarder le lancement le jeu, même si le jeu est facile, permettant aux producteurs de collecter durant ce temps des tentatives de participation.

## Histoire

### Première cuvée:1erjuinau 30 août 2009
1er juin 2009 : Le concept de Télé-tirelire arrive au Québec sur la chaîne privée TQS, sous l'appellation de Call TV.
Entre autres procédés, l'émission, diffusée à partir de l'Autriche, fait appel à la corde sensible du nationalisme québécois pour mousser la participation. Lors de la première, l'animatrice Evelyne Audet fait d'ailleurs flotter virtuellement un drapeau du Québec et du Canada. Dès la mi-été, le fleurdelisé flotte, en permanence, dans le coin supérieur droit de l'écran. Les animatrices étaient au nombre de trois: Evelyne Audet et Marie-Andrée Poulin, puis Geneviève Meunier qui s'est jointe à l'émission un mois plus tard.
Bien que plusieurs jeux faciles ne nécessitaient pas d'explications, d'autres jeux comme les calculs mathématiques se terminaient sans gagnant, la réponse était donnée mais la démarche n'a jamais été expliquée sous prétexte que le même jeu ou un jeu similaire pourrait revenir. Ces types de jeux ont entraîné 185 plaintes auprès du Conseil canadien des normes de la radiotélévision (CCNR) au moment de donner leur verdict le 11 août 2009.
Les jeux qui ont été visionnés par le CCNR sont les suivants:
- L'émission du 14 juin 2009, il fallait « additionnez tous les nombres et tous les chiffres »[3]. Les mots « dix-huit » et « sept » étaient au tableau, ainsi que les chiffres 25, 16, 9 et 55. La réponse fournie a été inexplicablement 199.
- L'émission du 16 juin 2009, il fallait « donner la somme des litres »[4]. Une quantité était indiquée deux fois sur chaque baril : 6 Litres, 18 Litres, 20 litres et 35 Litres. La réponse fournie a été inexplicablement 244.
- L'émission du 19 juin 2009 avait le même jeu que l'émission du 14 juin, il fallait « additionnez tous les nombres et tous les chiffres ». Les mots « cinquante » et « vingt » étaient au tableau ainsi que les chiffres 69, 101, 14, 41 et 9. La réponse fournie a été inexplicablement 405.
- L'émission du 12 juillet 2009, il fallait chercher dix prénoms masculins avec « A » en 2e position qui étaient contenus dans des enveloppes. Sous les encouragements de l'animatrice comme quoi ce sont des prénoms familiers, simples, connus et communs, les prénoms Marc, David, Laurent et Jacques ont été trouvés, les six autres prénoms ont été révélés à la fin ont été : Pancho, Hakan, Gabor, Darko, Lamar et Nanno.

Le conseil a donc conclu que le concours était ni plus ni moins que trompeur, ce qui va à l’encontre de l’article 12 du Code de déontologie de l’Association Canadienne des Radiodiffuseurs (ACR). Plusieurs autres jeux ont fait l'objet de plaintes dont les réponses étaient douteuses.
L'émission a également été controversée sur le fait qu'il avait beaucoup d'erreurs d'orthographe dans les graphiques et fait par la régie. Le 10 juin 2009, l'animatrice recherchait des noms d'animaux avec 5 lettres. Un participant avait appelé pour dire la réponse python, ce qui fait 6 lettres. Cependant la régie a accepté la réponse avec l'orthographe suivante: 'piton'.
Il y avait également beaucoup d'erreurs situées dans les graphiques, comme par exemple dans la ville des gagnants, qui était inscrite dans une bannière au bas de l'écran.
30 août 2009 : La dernière émission Call TV, pour la première cuvée, est diffusée. Par crainte de poursuites, sous le poids de nombreuses plaintes ou par peur de voir le Conseil de la radiodiffusion et des télécommunications canadiennes (CRTC), le Conseil canadien des normes de la radiotélévision (CCNR), le Bureau de la concurrence, l'Office de la protection du consommateur, la Régie des alcools, des courses et des jeux du Québec et Loto-Québec frapper à leur porte, les instances de Télévision Quatre Saisons (maintenant V télé) retirent des ondes le quiz télévisé si décrié. Des mouvements se forment pour contester les frais téléphoniques.
Le 24 août 2010, le CCNR a pris une décision supplémentaire aux 319 plaintes écrites reçues concernant la diffusion 2009 de Call TV et qui répond aux questions supplémentaires des plaignants. Le conseil a révisé sept jeux. « Sur ce nombre, six étaient structurés de façon plutôt arbitraire mais acceptable. »
- L'émission du 10 juillet 2009, 3 cartes à jouer (cinq, neuf et six de cœur) étaient disposés en éventail et un deuxième cœur était tracé autour de chaque cœur, et le but du jeu était de « compter tous les cœurs ». À la fin du jeu, la réponse fournie a été inexplicablement 225, sans en connaître les détails.
- L'émission du 19 août 2009, le jeu était « Qu’est-ce que Marie-Andrée achète au supermarché? » dont la première lettre est un «C» avec instruction de l'animatrice que ce sont des choses qui de trouvent dans toutes les bonnes épiceries, sans besoin de chercher dans les épiceries spécialisées ou épiceries fines. Parmi les six réponses : chocolat, céréales, couscous, calvados, Coke et camembert. Par contre au Québec, le calvados est un spiritueux disponible uniquement à la SAQ.
- Quant aux jeux où il faut deviner des noms d'animaux mais que les réponses sont des races de mammifères, de poissons, d'oiseaux, de reptiles ou d'insectes, le conseil juge que ces jeux sont trompeurs et inéquitables puisque le jeu ne mentionne pas qu'on cherche aussi des noms de races.

#### Présentatrices
- Evelyne Audet (1er juin 2009 - 28 août 2009)
- Marie-Andrée Poulin (2 juin 2009 - 30 août 2009)
- Geneviève Meunier (23 juin 2009 - 27 août 2009)

### Deuxième cuvée (5 avril 2010 - 24 août 2011)
Le 5 avril 2010, le quiz télévisé revient en ondes sur le réseau V. De nouvelles animatrices Leila Kay et Sunny Stella dans un nouveau studio. Les règles des jeux ont été révisées dans le but de se conformer à la réglementation. La majorité des jeux sont des devinettes (prénoms, noms d'animaux) ainsi que des mots croisés dans une grille, ainsi que le jeu des erreurs entre 2 ou 3 images. Les jeux des prénoms ainsi que de marques de commerce (tel que des marques de voitures) dans les enveloppes ont été retirés pour des raisons légales depuis la mi-septembre 2010.
Plusieurs participants soulignent que durant la deuxième moitié de l'émission il y a un laps de temps très long entre les appels, et qu'aucun appel n'est pris avant les dernières minutes de l'émission. Quelques jours après la décision du CCNR le 24 août 2010 concernant la première saison de Call TV qui soulèvent ce problème, les producteurs ont modifié les règles qui expliquent qu'un appel sélectionné au hasard par le système divulguera un message particulier au participant qui pourra alors soit être transféré immédiatement au studio ou être rappelé plus tard. Les chances d'être sélectionné est affiché à l'écran et révèle une possibilité de 10 000 lignes.
Maryse Boisvert et Tristan Bavaria sont les deux animateurs en remplacement de Sarah et Amélie. Le 9 février 2011, Maryse réclame le congédiement de son producteur Adrien en utilisant un juron en ondes après avoir passé 80 minutes sans recevoir un appel. La vidéo fait boule de neige dans les médias québécois le lendemain matin.
Le 12 mai 2011, le Conseil canadien des normes de la radiotélévision (CCNR) a tranché que la seconde cuvée de Call-TV est conforme aux règles et est donc légitime au Québec, contrairement à sa première mouture en été 2009. Le 25 août 2011, une nouvelle saison commence le lendemain.

#### Présentateurs
- Leila Kay (5 avril 2010 - 19 août 2010)
- Sunny Stella (6 avril 2010 - 27 septembre 2010)
- Sarah Lévesque (7 juin 2010 - 2 juillet 2010) - (24 août 2010 - 9 décembre 2010) - (11 mai 2011 - 6 juin 2011)
- Amélie Paul (30 septembre 2010 - 8 décembre 2010) - (21 février 2011 - 28 février 2011) - (31 mars 2011 - 17 avril 2011) - (10 juin 2011 - 9 août 2011)
- Guyaume Arseneault (11 octobre 2010 - 26 octobre 2010)
- Tristan Bavaria (12 décembre 2010 - 7 mai 2011)
- Maryse Boisvert (13 décembre 2010 - 14 juin 2011)
- Paskal Thériault (18 juin 2011 - 24 août 2011)

### Troisième saison (automne 2011)
Une troisième saison est annoncée pour Call TV sur les ondes de V pour l'automne 2011. Cinq nouveaux animateurs âgés entre 20 et 29 ans ont été choisis, dont Geneviève Simard qui anime depuis le 25 août et Karl Hardy qui ira la rejoindre au début du mois d'octobre.
Le 25 août 2011, la première de la saison est diffusée, animée par Geneviève Simard. Les règles sont restées identiques à celles de la précédente saison. Après 6 semaines l'animatrice Geneviève Simard a décidé de quitter après l'émission du 2 octobre 2011.
Les animateurs sont payés 500 $ par émission. À son retour au Québec, Geneviève a parlé avec les médias le 12 octobre, le 26 octobre la compagnie TM Products qui produit l'émission, a «directement prélevé 5 000 $ sur les 8 000 $ qu'ils devaient encore à leur animatrice Geneviève Simard parce qu'elle a dénoncé dans les pages de La Presse les pratiques douteuses de cette infopub déguisée en loterie».
L'émission a été remarquée par son absence dès le soir du 23 décembre 2011 et a disparu de l'horaire de V, et aucun communiqué officiel n'a été émis de leur part. Sandra, Karl et Amélie annoncent mot-pour-mot sur les réseaux sociaux que « La direction de la Société a pris la décision de mettre un terme à l'émission » sans plus de précision. D'après la porte-parole du réseau, « L'entente avec le producteur a pris fin le 23 décembre et qu'elle était pas en mesure de dire si l'infopub reviendra plus tard dans la saison ou non. ». Sandra et Amélie sont revenues au Québec une semaine plus tard.

#### Présentateurs
- Geneviève Simard (25 août 2011 - 2 octobre 2011)
- Sandra Sirois (26 août 2011 - 12 octobre 2011) - (11 novembre 2011 - 22 décembre 2011)
- Patrick Romango (3 octobre 2011 - 8 novembre 2011)
- Karl Hardy (14 octobre 2011 - 30 novembre 2011)
- Amélie Paul (de la 2e saison) (1er décembre 2011 - 21 décembre 2011)
- Anne-Lovely Étienne (Elle avait été sélectionnée, mais elle n'animera jamais l'émission dû à son retrait)

Avec l'animation spéciale de :
- Paskal Thériault (de la 2e saison) (Pour les émissions du 27 août 2011 et du 30 août 2011).

## L'Instant gagnant
Le réseau V a lancé le 6 février 2012 un nouveau jeu similaire sous le nom de L'Instant gagnant dont la première émission a été animée par Sandra Sirois.